# 第三方支付
第三方支付指的是由第三方業者居中於買賣家之間進行收付款作業的交易方式。所謂的第三方可分為支付代行者和支付服务提供商兩種類型。於2018年時已有眾多服务方可供選擇。雖然基本的運作原理相仿，但各服务方的交易模式有所不同。在中國從事第三方支付業務必須申請第三方支付牌照，即支付業務許可證。

## 優點及風險
優點：
- 方便、快速，提供個人化账務管理。
- 提供交易擔保（確認收到賣方的商品後，再請第三方支付業者付款），可防堵詐騙及減少消費紛爭。
- 減少個人資料外洩風險。[1]

風險：
- 成為駭客覬覦對象，造成消費者損失。
- 消費者資金遭不肖業者挪用或惡意倒閉，衍生索償窘境。
- 淪為犯罪洗錢温床，成為洗錢防制漏洞。

## 各國及地区法規

### 中国大陆
中国人民银行所頒佈的《非银行支付机构网络支付业务管理办法》中对第三方支付运营机构的定义为：办理互联网支付、移动电话支付、固定电话支付、数字电视支付等网络支付业务的非银行机构。第三方支付被称为网络支付业务，是指收款人或付款人通过计算机、移动终端等电子设备，依托公共网络信息系统远程发起支付指令，且付款人电子设备不与收款人特定专属设备交互，由支付机构为收付款人提供货币资金转移服务的活动。

### 香港
香港主要使用八達通咭，為第三方支付，八達通公司由本港主要公共交通營運商成立，包括九廣鐵路公司，地下鐵路公司，九龍巴士，城巴，油麻地小輪。市民不須記名購買，用以乘搭該等營運商的交通服務，價格為港幣150元,其中50元為押金，可支付超出面值金額一次；其中100元面值金額可用於交通工具（包括部份的士），便利店，超市及連鎖式餐廳。可於鐵路站，便利店，及超市增值，以100元為單位，上限為1000元。

### 台湾
台灣普遍被定義為是為了解決「雙方契約無法同時履行」且「缺乏信任基礎」的買賣，而衍生出來的支付方式。2009年1月23日「電子票證發行管理條例」公告施行，但為因應實務運作，於2015年4月23日廢止「銀行發行現金儲值卡許可及管理辦法」，並於2015年6月24日大幅修正「電子票證發行管理條例」，總共修正14條、新增3條、刪除1條，並於公告日施行。
金管會於2015年5月3日確認實施《電子支付機構管理條例》，為台灣繼電子票證發行管理條例之後，第二個針對非金融業者從事電子支付的管理條例，條例中明定電子支付機構是指以網路或電子支付平臺為中介，接受使用者註冊及開立記錄資金移轉與儲值情形之帳戶（以下簡稱電子支付帳戶），並利用電子設備以連線方式傳遞收付訊息，於付款方及收款方間經營下列業務之公司。不過在管理條例中並未明定暫停支付或是價金保管機制於支付中的必要性，業者可以自行設計暫停支付的機制，或是與銀行合作利用既有的價金保管機制，提供消費者網路購物的保障。
2018年底金融監督管理委員會表示研擬將電子支付機構管理條例及電子票證發行管理條例合併成「電子支付法」，同時將第三方支付業務納入同一法規管理。

## 實例

### 主流
- PayPal於1998年12月成立，2002被ebay併購後亦成為ebay的主要支付管道，後因合併效益不如預期在2015年6月27日正式脫離eBay，而PayPal股票將於同年7月20日以以PYPL的股票代碼交易在納斯達克交易所掛牌上市。

- 支付寶於2004年12月成立，最初是為了解決淘寶網交易安全所設的一個功能，其模式類似PayPal。目前是中國市佔率最高且市占率近半的支付服務公司，自2007年起陸續進入海外市場。

- 微信支付於2014年3月4日完成內部測試並對外開放，最初是為了解決小額行動支付的一個功能，取代現金零錢功能。目前，其运营商财付通是中國市佔率最高的小額支付服務公司，成為中国大陆游客海外旅遊主要支付工具之一。

### 其他

#### 荷蘭第三方支付
荷蘭公司需要取得國家核發的執照才可營業，電商透過廠商提供API（Application Programming Interface，簡稱：API）來進行系統串接，第三方支付服務公司通常維持獨立運作，不會屬於任何銀行或是任何電商本身。消費者不用在電商網站上留下任何銀行或信用卡資料，而是由第三方支付服務公司提供獨立平台來串接電商、消費者以及收款機購如銀行或信用卡公司。通常沒有提供代收代付的儲值功能，也無需提供網路交易雙方的支付與出貨擔保。

#### 台灣第三方支付
台灣最早的第三方支付可追溯至1990年代末期相繼成立的紅綠藍三間公司，分別是1996年綠界科技、1998年紅陽科技、2000年藍新科技。上述業者提供電子商務網站建置服務，以及所需的代收代付金流機制，讓商戶免於一家一家地找銀行簽訂刷卡收單合約。
2006年，中華電視公司成立的華視網路商城，推出第三方支付首推交易安全保護機制，消費者的款項在賣家完全提供產品後才會交給店家，取名100safe機制，由全球聯網建置。
受到金融法規影響，早期第三方支付推行過程常受到限制，如藍新科技的ezPay個人帳房在2006年遭金管會停止服務，Paypal也因法規影響選擇離開台灣市場。近年在時代趨勢、業者請求等影響下政府態度漸趨開放，目前實體及虛擬的第三方支付相關法律有 2013年所頒佈的《電子票證發行管理條例》，以及在104年5月3日替非金融業者也能從事網路儲值支付的《電子支付機構管理條例》。
目前金管會同意辦理網路交易代收代付服務之銀行，計有中國信託商業銀行、第一商業銀行、玉山商業銀行、永豐商業銀行及中華郵政公司等，未來將持續增加。
依照電子支付管理條例，金管會目前共允許專營業者為：歐買尬子公司歐付寶電子支付股份有限公司的O'Pay歐付寶、遊戲橘子數位科技股份有限公司的GAMA PAY橘子支付、智冠科技子公司簡單行動支付股份有限公司的ezPay簡單付（由智冠科技的智付寶合併藍新科技的台灣電子支付而成）、網路家庭國際資訊股份有限公司的PChome國際連、街口電子支付股份有限公司的街口支付。
兼營業者為銀行及郵局，共有25家：Pockii/Yapee（中國信託銀行）、豐掌櫃（永豐銀行）、第e支付（第一商業銀行）、玉山錢包（玉山銀行）等等。
其他第三方支付業者，如：統一金流PAYUNi、PChomePay支付連、輕鬆付、HyPocket、Swipy、SmilePay、LINE Pay、Pi 拍錢包，则屬經濟部所管轄，非屬金管會所管轄。
一般外界所稱的第三方支付，在台灣原為經濟部所管轄，僅能做實質交易代收付，如大陸地區的微信轉帳等功能，則為金管會管轄之電子支付機構方能辦理。
目前第三方支付清單可參考以下網站：https://moda.gov.tw/ADI/services/apply-serivces/energy/5757